# Academia de Letras e Artes Lusófona
A Academia de Letras e Artes Lusófona, cuja sigla é ACLAL, é uma associação literária da cidade do Além do Rio, Castro Daire, Portugal fundada a 8 de agosto de 2009.
A ACLAL, ainda em 2009, participou do IV Intercâmbio Brasil - Portugal. realizado entre a Academia de Letras e Artes de Paranapuã e a Casa-Museu Maria da Fontinha.